# فاغو
فاغو أو فاقو هو أحد مقامات الموسيقى الموريتانية  الخمسة   و الكلمة مشتقة من اللفظ العربي  (الفواق)  وهو الشهقة العالية كما ذكر ذلك الفنان الراحل سيمالى ولد همدفال, ويتميز بأنه مقام ملحمي يستخدم  أثناء الحرب لتشجيع  المحاربين و يغني فيه بأعلى  و اقوى صوت بالشعر العربي الفصيح عادة و من أمثلة ذلك قول عنترة بن شداد: